# Maria Dornier
Maria Dornier (...) è una modella francese, vincitrice del titolo di Miss Europa 1966 in rappresentanza della Francia.
La Dornier fu incoronata Miss Europa il 30 maggio 1966 presso Nizza in Francia, dove la rappresentante della Francia ebbe la meglio sulle diciotto concorrenti del concorso.